# Палата представителей Национального собрания Беларуси VIII созыва
Палата представителей Национального собрания 8-го созыва (бел. Палата прадстаўнікоў Нацыянальнага сходу 8-га склікання) — нижняя палата Национального собрания — парламента Республики Беларусь, состав которой был избран на выборах, которые состоялись 25 февраля 2024 года.
Срок полномочий:
- Дата начала — 25 февраля 2024 года.
- Первое пленарное заседание — 22 марта 2024 года.
- Дата окончания — не позднее 25 февраля 2028 года.

## Состав

### Список депутатов
Ниже приведен список имён депутатов, которые избраны в Палату представителей Национального собрания.
Партийность депутатов Палаты представителей:
 Партия «Белая Русь»
 Коммунистическая партия Беларуси
 Республиканская партия труда и справедливости
 Либерально-демократическая партия
 Беспартийный(-ая)
| Брестская область   |                                    |                                      |              | |
| №                   | Название округа                    | Депутат (2019—2023)                  | Партия       | Кандидаты (партия) |
| 1                   | Брестский-Западный                 | Брич, Леонид Григорьевич             | БПП          | - ▌ Пух, Валентина Николаевна (Белая Русь) — 0,0 % - ▌Федюкова, Татьяна Андреевна (ПТС) — 0,0 % |
| 2                   | Брестский-Центральный              | Васько, Марина Викторовна            | беспартийная | - ▌ Степусь, Ольга Васильевна (б) — 0,0 % - ▌Яловой, Павел Сергеевич (Белая Русь) — 0,0 % - ▌Омельянюк, Илья Леонидович (ЛДП) — 0,0 %                                                                            |
| 3                   | Брестский-Восточный                | Дашко, Анатолий Михайлович           | беспартийный | - ▌ Боровенко, Владимир Вениаминович (Белая Русь) — 0,0 % - ▌Тунчик, Светлана Анатольевна (Белая Русь) — 0,0 %                                                                                                   |
| 4                   | Брестский-Пограничный              | Зайцев, Евгений Станиславович        | беспартийный | - ▌ Крупенькин, Андрей Константинович (б) — 0,0 % - ▌Грицук, Валерий Иосифович (Белая Русь) — 0,0 % |
| 5                   | Барановичский-Западный             | Хлобукин, Игорь Константинович       | беспартийный | - ▌ Райко, Алексей Иванович (Белая Русь) — 0,0 % - ▌Козарез, Светлана Михайловна (Белая Русь) — 0,0 % |
| 6                   | Барановичский-Восточный            | Попко, Павел Иванович                | беспартийный | - ▌ Попко, Павел Иванович (Белая Русь) — 0,0 % - ▌Тарасова, Юлия Николаевна (Белая Русь) — 0,0 % |
| 7                   | Барановичский сельский             | Жолнерчик, Людмила Николаевна        | беспартийная | - ▌ Хлебович, Георгий Евгеньевич (Белая Русь) — 0,0 % - ▌Лукащик, Виктор Николаевич (Белая Русь) — 0,0 % - ▌Кулак, Наталия Ивановна (КПБ) — 0,0 %                                                                |
| 8                   | Беловежский                        | Стативко, Жанна Владимировна         | ПТС          | - ▌ Поздяйкина, Екатерина Николаевна (Белая Русь) — 0,0 % - ▌Борисюк, Ольга Владимировна (Белая Русь) — 0,0 % |
| 9                   | Пружанский                         | Левчук, Александр Георгиевич         | беспартийный | - ▌ Наркевич, Юрий Иосифович (Белая Русь) — 0,0 % - ▌Ковальчук, Дмитрий Михайлович (б) — 0,0 % |
| 10                  | Днепро-Бугский                     | Бартош, Светлана Владимировна        | ПТС          | - ▌ Бартош, Светлана Владимировна (ПТС) — 0,0 % - ▌Тынкович, Александр Николаевич (Белая Русь) — 0,0 % |
| 11                  | Ивацевичский                       | Голуб, Наталья Григорьевна           | КПБ          | - ▌ Кузьмин, Олег Алексеевич (Белая Русь) — 0,0 % - ▌Белая, Виктория Анатольевна (ПТС) — 0,0 % |
| 12                  | Кобринский                         | Демидович, Василий Николаевич        | беспартийный | - ▌ Василюк, Полина Михайловна (Белая Русь) — 0,0 % - ▌Пивчик, Василий Михайлович (Белая Русь) — 0,0 % |
| 13                  | Лунинецкий                         | Насеня, Анатолий Васильевич          | беспартийный | - ▌ Северин, Эдуард Николаевич (б) — 0,0 % - ▌Дегтярёв, Виталий Анатольевич (Белая Русь) — 0,0 % |
| 14                  | Пинский городской                  | Омельянюк, Александр Павлович        | беспартийный | - ▌ Омельянюк, Александр Павлович (КПБ) — 0,0 % - ▌Дубновицкий, Сергей Константинович (Белая Русь) — 0,0 % |
| 15                  | Пинский сельский                   | Бегеба, Валентина Константиновна     | беспартийная | - ▌ Колесникович, Владимир Владимирович (Белая Русь) — 0,0 % - ▌Будник, Александр Константинович (Белая Русь) — 0,0 %                                                                                            |
| 16                  | Столинский                         | Боболович, Александр Сергеевич       | беспартийный | - ▌ Вечорко, Александр Николаевич (Белая Русь) — 0,0 % - ▌Минчик, Александр Викентьевич (б) — 0,0 % |
| Витебская область   |                                    |                                      |              | |
| №                   | Название округа                    | Депутат (2019—2023)                  | Партия       | Кандидаты (партия) |
| 17                  | Витебский-Горьковский              | Николайкин, Виктор Павлович          | беспартийный | - ▌ Николайкин, Виктор Павлович (б) — 0,0 % - ▌Аршанский, Евгений Яковлевич (Белая Русь) — 0,0 % |
| 18                  | Витебский-Чкаловский               | Автухова, Татьяна Анатольевна        | беспартийная | - ▌ Астапенко, Ирина Юрьевна (Белая Русь) — 0,0 % - ▌Теплякова, Татьяна Николаевна (ЛДП) — 0,0 % |
| 19                  | Витебский-Железнодорожный          | Горваль, Светлана Александровна      | беспартийная | - ▌ Шкодин, Руслан Николаевич (б) — 0,0 % - ▌Голубев, Андрей Сергеевич (Белая Русь) — 0,0 % - ▌Щемелёв, Алексей Геннадьевич (ЛДП) — 0,0 %                                                                        |
| 20                  | Витебский-Октябрьский              | Егоров, Алексей Владимирович         | беспартийный | - ▌ Панфилов, Юрий Анатольевич (б) — 0,0 % - ▌Прусакова, Светлана Фёдоровна (Белая Русь) — 0,0 % - ▌Царенко, Наталья Сергеевна (ЛДП) — 0,0 %                                                                     |
| 21                  | Городокский                        | Полякова, Ирина Михайловна           | беспартийная | - ▌ Балыш, Андрей Иванович (ЛДП) — 0,0 % - ▌Казакова, Ирина Викторовна (Белая Русь) — 0,0 % |
| 22                  | Докшицкий                          | Андрейченко, Владимир Павлович       | беспартийный | - ▌ Сивко, Анатолий Викторович (б) — 0,0 % - ▌Махмудов, Руслан Альбертович (Белая Русь) — 0,0 % - ▌Хаткевич, Николай Геннадьевич (ЛДП) — 0,0 %                                                                   |
| 23                  | Лепельский                         | Мартынов, Игорь Феликсович           | беспартийный | - ▌ Азарёнок, Виктор Владимирович (б) — 0,0 % - ▌Залеская, Наталья Вячеславовна (Белая Русь) — 0,0 % |
| 24                  | Новополоцкий                       | Карась, Денис Николаевич             | беспартийный | - ▌ Карась, Денис Николаевич (ПТС) — 0,0 % - ▌Данилов, Александр Андреевич (Белая Русь) — 0,0 % |
| 25                  | Оршанский городской                | Крачек, Инна Юрьевна                 | беспартийная | - ▌ Михно, Александр Михайлович (б) — 0,0 % - ▌Короткин, Александр Александрович (Белая Русь) — 0,0 % |
| 26                  | Оршанский-Днепровский              | Васюков, Виталий Михайлович          | беспартийный | - ▌ Гуленков, Глеб Леонидович (б) — 0,0 % - ▌Зайцев, Дмитрий Николаевич (Белая Русь) — 0,0 % - ▌Подрез, Олеся Александровна (ЛДП) — 0,0 %                                                                        |
| 27                  | Полоцкий городской                 | Одинцова, Светлана Владимировна      | беспартийная | - ▌ Одинцова, Светлана Владимировна (б) — 0,0 % - ▌Полубинский, Евгений Константинович (б) — 0,0 % |
| 28                  | Полоцкий сельский                  | Шевчук, Николай Николаевич           | беспартийный | - ▌ Стома, Александр Николаевич (Белая Русь) — 0,0 % - ▌Голубева, Татьяна Алексеевна (ЛДП) — 0,0 % |
| 29                  | Поставский                         | Сильчёнок, Павел Матвеевич           | беспартийный | - ▌ Сергеенко, Игорь Петрович (б) — 0,0 % - ▌Мурашко, Ирина Сергеевна (Белая Русь) — 0,0 % - ▌Андрейчик, Дмитрий Владимирович (ЛДП) — 0,0 %                                                                      |
| 30                  | Толочинский                        | Дубов, Александр Васильевич          | беспартийный | - ▌ Бабичев, Владимир Геннадьевич (б) — 0,0 % - ▌Малентинович, Александр Игоревич (Белая Русь) — 0,0 % |
| Гомельская область  |                                    |                                      |              | |
| №                   | Название округа                    | Депутат (2019—2023)                  | Партия       | Кандидаты (партия) |
| 31                  | Гомельский-Юбилейный               | Уткин, Виталий Юрьевич               | беспартийный | - ▌ Уткин, Виталий Юрьевич (ЛДП) — 0,0 % - ▌Ляховец, Оксана Вячеславовна (Белая Русь) — 0,0 % |
| 32                  | Гомельский-Железнодорожный         | Данченко, Александр Михайлович       | беспартийный | - ▌ Конопацкий, Александр Николаевич (КПБ) — 0,0 % - ▌Борсук, Ольга Владимировна (ЛДП) — 0,0 % |
| 33                  | Гомельский-Центральный             | Злотников, Андрей Анатольевич        | ПТС          | - ▌ Гаврилович, Владимир Николаевич (Белая Русь) — 0,0 % - ▌Лаутина, Алина Анатольевна (ЛДП) — 0,0 % - ▌Филипцов, Олег Николаевич (ПТС) — 0,0 %                                                                  |
| 34                  | Гомельский-Советский               | Довгало, Ирина Викторовна            | беспартийная | - ▌ Довгало, Ирина Викторовна (б) — 0,0 % - ▌Казьмина, Александра Игоревна (ПТС) — 0,0 % |
| 35                  | Гомельский-Промышленный            | Машкаров, Александр Валерьевич       | беспартийный | - ▌ Сыромятникова, Анжелина Анатольевна (Белая Русь) — 0,0 % - ▌Савенко, Екатерина Евгеньевна (Белая Русь) — 0,0 % - ▌Слука, Игорь Александрович (ЛДП) — 0,0 %                                                   |
| 36                  | Гомельский-Новобелицкий            | Креч, Ольга Зеноновна                | беспартийная | - ▌ Казачок, Сергей Адамович (Белая Русь) — 0,0 % - ▌Тришкина, Евгения Анатольевна (Белая Русь) — 0,0 % - ▌Серовский, Олег Витальевич (ЛДП) — 0,0 %                                                              |
| 37                  | Гомельский сельский                | Завалей, Игорь Владимирович          | беспартийный | - ▌ Волкова, Юлия Александровна (ПТС) — 0,0 % - ▌Мартынов, Александр Николаевич (Белая Русь) — 0,0 % - ▌Хмылёв, Алексей Викторович (ЛДП) — 0,0 %                                                                 |
| 38                  | Буда-Кошелёвский                   | Васильков, Николай Андреевич         | беспартийный | - ▌ Вегера, Руслан Николаевич (Белая Русь) — 0,0 % - ▌Цалко, Евгений Анатольевич (Белая Русь) — 0,0 % |
| 39                  | Житковичский                       | Кралевич, Ирина Николаевна           | КПБ          | - ▌ Сенько, Светлана Владимировна (Белая Русь) — 0,0 % - ▌Герасименко, Владимир Николаевич (ПТС) — 0,0 % |
| 40                  | Жлобинский                         | Волков, Игорь Владимирович           | беспартийный | - ▌ Малобицкий, Александр Александрович (Белая Русь) — 0,0 % - ▌Мироевская, Оксана Ивановна (Белая Русь) — 0,0 % - ▌Павленко, Андрей Васильевич (КПБ) — 0,0 % - ▌Вербицкий, Владислав Владимирович (ЛДП) — 0,0 % |
| 41                  | Калинковичский                     | Адаменко, Евгений Буниславович       | беспартийный | - ▌ Маратаев, Николай Валентинович (б) — 0,0 % - ▌Станиславчик, Анатолий Иванович (Белая Русь) — 0,0 % |
| 42                  | Мозырский                          | Назаренко, Валентина Алексеевна      | КПБ          | - ▌ Ковалькова, Оксана Михайловна (Белая Русь) — 0,0 % - ▌Кулыгин, Александр Владимирович (ПТС) — 0,0 % |
| 43                  | Полесский                          | Писаник, Леонид Фёдорович            | КПБ          | - ▌ Науменко, Алла Валериевна (Белая Русь) — 0,0 % - ▌Лесько, Сергей Владимирович (ПТС) — 0,0 % |
| 44                  | Речицкий                           | Стельмашок, Сергей Петрович          | беспартийный | - ▌ Цилько, Олег Васильевич (ПТС) — 0,0 % - ▌Нисловский, Игорь Денисович (Белая Русь) — 0,0 % - ▌Дашевский, Максим Владимирович (ЛДП) — 0,0 %                                                                    |
| 45                  | Рогачёвский                        | Кравцов, Сергей Владимирович         | беспартийный | - ▌ Куденчук, Николай Николаевич (б) — 0,0 % - ▌Киреев, Николай Николаевич (Белая Русь) — 0,0 % - ▌Клюева, Анна Алексеевна (ЛДП) — 0,0 %                                                                         |
| 46                  | Светлогорский                      | Тавтын, Игорь Павлович               | беспартийный | - ▌ Лаптева, Елена Евгеньевна (Белая Русь) — 0,0 % - ▌Филиппович, Виталий Анатольевич (ПТС) — 0,0 % |
| 47                  | Хойникский                         | Чернявская, Жанна Николаевна         | беспартийная | - ▌ Чернявская, Жанна Николаевна (КПБ) — 0,0 % - ▌Адаменко, Александр Францевич (Белая Русь) — 0,0 % - ▌Кольчевский, Андрей Анатольевич (ЛДП) — 0,0 %                                                            |
| Гродненская область |                                    |                                      |              | |
| №                   | Название округа                    | Депутат (2019—2023)                  | Партия       | Кандидаты (партия) |
| 48                  | Волковысский                       | Поконечный, Павел Леонидович         | беспартийный | - ▌ Плескач, Виктор Станиславович (Белая Русь) — 0,0 % - ▌Климчук, Наталья Александровна (Белая Русь) — 0,0 % |
| 49                  | Гродненский-Занеманский            | Луканская, Ирина Эдуардовна          | беспартийная | - ▌ Оксенюк, Михаил Петрович (б) — 0,0 % - ▌Митрофанов, Дмитрий Петрович (б) — 0,0 % |
| 50                  | Гродненский-Октябрьский            | Потапова, Елена Станиславовна        | беспартийная | - ▌ Потапова, Елена Станиславовна (КПБ) — 0,0 % - ▌Слезина, Татьяна Викторовна (Белая Русь) — 0,0 % |
| 51                  | Гродненский-Ленинский              | Кирьяк, Лилия Вацлавовна             | беспартийная | - ▌ Анисимов, Андрей Викторович (Белая Русь) — 0,0 % - ▌Гошко, Леонид Николаевич (Белая Русь) — 0,0 % - ▌Добриян, Алексей Александрович (КПБ) — 0,0 %                                                            |
| 52                  | Гродненский-Северный               | Долгошей, Тамара Сергеевна           | беспартийная | - ▌ Романов, Олег Александрович (Белая Русь) — 0,0 % - ▌Медведева, Ольга Михайловна (Белая Русь) — 0,0 % - ▌Шутикова, Елена Владиславовна (КПБ) — 0,0 %                                                          |
| 53                  | Гродненский пограничный            | Аутко, Александр Викторович          | беспартийный | - ▌ Кулисевич, Антон Станиславович (Белая Русь) — 0,0 % - ▌Кожемякин, Олег Алексеевич (КПБ) — 0,0 % - ▌Бужинский, Вацлав Станиславович (ЛДП) — 0,0 % - ▌Боярчук, Александр Сергеевич (б) — 0,0 %                 |
| 54                  | Ивьевский                          | Маркевич, Александр Иванович         | беспартийный | - ▌ Раковец, Виталий Николаевич (Белая Русь) — 0,0 % - ▌Дияк, Светлана Ивановна (Белая Русь) — 0,0 % - ▌Горбач, Мария Александровна (Белая Русь) — 0,0 %                                                         |
| 55                  | Лидский                            | Мицкевич, Валерий Вацлавович         | беспартийный | - ▌ Серафинович, Екатерина Адамовна (Белая Русь) — 0,0 % - ▌Карабан, Станислав Дмитриевич (ПТС) — 0,0 % |
| 56                  | Неманский                          | Синяк, Владимир Александрович        | беспартийный | - ▌ Орда, Михаил Сергеевич (б) — 0,0 % - ▌Яковчик, Алексей Владимирович (КПБ) — 0,0 % |
| 57                  | Замковый                           | Сонгин, Александр Генрихович         | беспартийный | - ▌ Сонгин, Александр Генрихович (ПТС) — 0,0 % - ▌Карполенко, Геннадий Анатольевич (КПБ) — 0,0 % - ▌Стацевич, Александр Станиславович (б) — 0,0 %                                                                |
| 58                  | Слонимский                         | Семеняко, Валентин Михайлович        | беспартийный | - ▌ Семеняко, Валентин Михайлович (б) — 0,0 % - ▌Талеркова, Инна Викторовна (Белая Русь) — 0,0 % - ▌Яшков, Николай Сергеевич (КПБ) — 0,0 % - ▌Тимощенко, Михаил Васильевич (ЛДП) — 0,0 %                         |
| 59                  | Сморгонский                        | Свилло, Виктор Збигневич             | беспартийный | - ▌ Шалудин, Игорь Ярославович (Белая Русь) — 0,0 % - ▌Иванцевич, Александр Леонидович (Белая Русь) — 0,0 % - ▌Игнатенко, Александр Васильевич (ЛДП) — 0,0 %                                                     |
| 60                  | Щучинский                          | Михалюк, Павел Рышардович            | беспартийный | - ▌ Хальцова, Надежда Анатольевна (Белая Русь) — 0,0 % - ▌Деменкова, Янина Станиславовна (б) — 0,0 % |
| Минская область     |                                    |                                      |              | |
| №                   | Название округа                    | Депутат (2019—2023)                  | Партия       | Кандидаты (партия) |
| 61                  | Березинский                        | Лавриненко, Игорь Владимирович       | беспартийный | - ▌ Корсик, Юрий Васильевич (Белая Русь) — 0,0 % - ▌Пришивалко, Галина Николаевна (Белая Русь) — 0,0 % |
| 62                  | Борисовский городской              | Шипуло, Александр Валерьевич         | беспартийный | - ▌ Шипуло, Александр Валерьевич (Белая Русь) — 0,0 % - ▌Яночкин, Евгений Леонидович (б) — 0,0 % |
| 63                  | Борисовский сельский               | Ананич, Лилия Станиславовна          | беспартийная | - ▌ Косыгин, Руслан Анатольевич (Белая Русь) — 0,0 % - ▌Рутковская, Алла Иосифовна (Белая Русь) — 0,0 % |
| 64                  | Жодинский                          | Стрельчёнок, Валерий Иванович        | КПБ          | - ▌ Марецкий, Юрий Бронеславович (б) — 0,0 % - ▌Миськов, Вячеслав Михайлович (Белая Русь) — 0,0 % |
| 65                  | Пуховичский                        | Белоконев, Олег Алексеевич           | беспартийный | - ▌ Пархимчик, Елена Геннадьевна (ПТС) — 0,0 % - ▌Сасковец, Сергей Станиславович (КПБ) — 0,0 % |
| 66                  | Копыльский                         | Нижевич, Людмила Ивановна            | БАП          | - ▌ Лис, Андрей Иванович (б) — 0,0 % - ▌Новицкий, Александр Николаевич (б) — 0,0 % |
| 67                  | Слуцкий                            | Ражанец, Валентина Витальевна        | беспартийная | - ▌ Овсянникова, Наталья Александровна (б) — 0,0 % - ▌Бруй, Ольга Владимировна (Белая Русь) — 0,0 % |
| 68                  | Солигорский городской              | Струневский, Андрей Николаевич       | КПБ          | - ▌ Хамицевич, Елена Николаевна (ПТС) — 0,0 % - ▌Довнар, Светлана Францевна (ПТС) — 0,0 % |
| 69                  | Солигорский сельский               | Мурина, Юлия Григорьевна             | беспартийная | - ▌ Илькович, Оксана Евгеньевна (Белая Русь) — 0,0 % - ▌Бубич, Галина Николаевна (б) — 0,0 % |
| 70                  | Столбцовский                       | Мамайко, Иван Андреевич              | беспартийный | - ▌ Клишевич, Елена Владимировна (Белая Русь) — 0,0 % - ▌Смирнов, Иван Валерьевич (ЛДП) — 0,0 % - ▌Козубовский, Валерий Антонович (б) — 0,0 %                                                                    |
| 71                  | Дзержинский                        | Саракач, Александр Иванович          | беспартийный | - ▌ Костевич, Ирина Анатольевна (б) — 0,0 % - ▌Прокопчук, Александра Александровна (Белая Русь) — 0,0 % |
| 72                  | Молодечненский городской           | Кананович, Людмила Николаевна        | беспартийная | - ▌ Ушацкий, Денис Иванович (б) — 0,0 % - ▌Борисов, Владимир Иванович (б) — 0,0 % |
| 73                  | Молодечненский сельский            | Семенчук, Олег Алексеевич            | беспартийный | - ▌ Маркевич, Иван Станиславович (Белая Русь) — 0,0 % - ▌Сороко, Павел Николаевич (Белая Русь) — 0,0 % |
| 74                  | Вилейский                          | Супранович, Ирина Александровна      | КПБ          | - ▌ Соколовская, Светлана Ивановна (б) — 0,0 % - ▌Романюк, Алексей Николаевич (б) — 0,0 % |
| 75                  | Логойский                          | Вабищевич, Пётр Андреевич            | КПБ          | - ▌ Лавринович, Татьяна Владимировна (Белая Русь) — 0,0 % - ▌Попович, Ярослав Иванович (б) — 0,0 % |
| 76                  | Сеницкий                           | Подлужная, Людмила Брониславовна     | беспартийная | - ▌ Булавко, Анатолий Анатольевич (б) — 0,0 % - ▌Лукша, Людмила Константиновна (Белая Русь) — 0,0 % |
| 77                  | Минский сельский                   | Курсевич, Валентина Вацлавовна       | беспартийная | - ▌ Хиля, Елена Анатольевна (Белая Русь) — 0,0 % - ▌Малеев, Александр Михайлович (б) — 0,0 % |
| Могилёвская область |                                    |                                      |              | |
| №                   | Название округа                    | Депутат (2019—2023)                  | Партия       | Кандидаты (партия) |
| 78                  | Бобруйский-Ленинский               | Рынейская, Ирина Николаевна          | беспартийная | - ▌ Жук, Ольга Николаевна (Белая Русь) — 0,0 % - ▌Манько, Игорь Сергеевич (ПТС) — 0,0 % |
| 79                  | Бобруйский-Первомайский            | Широкая, Вера Владимировна           | беспартийная | - ▌ Приходько, Оксана Игоревна (ЛДП) — 0,0 % - ▌Чайка, Андрей Иванович (Белая Русь) — 0,0 % |
| 80                  | Бобруйский сельский                | Гацко, Владимир Владимирович         | беспартийный | - ▌ Каранкевич, Антон Михайлович (Белая Русь) — 0,0 % - ▌Сидюк, Виталий Николаевич (ПТС) — 0,0 % |
| 81                  | Быховский                          | Сыранков, Сергей Александрович       | КПБ          | - ▌ Михеенко, Александра Николаевна (Белая Русь) — 0,0 % - ▌Тачилкин, Михаил Васильевич (ЛДП) — 0,0 % |
| 82                  | Горецкий                           | Колеснева, Елена Петровна            | беспартийная | - ▌ Павловский, Владимир Сергеевич (ПТС) — 0,0 % - ▌Максимович, Елена Владимировна (Белая Русь) — 0,0 % |
| 83                  | Кричевский                         | Азаренко, Владимир Николаевич        | беспартийный | - ▌ Давыдов, Сергей Николаевич (б) — 0,0 % - ▌Новиков, Василий Кузьмич (КПБ) — 0,0 % |
| 84                  | Могилёвский-Ленинский              | Марзалюк, Игорь Александрович        | беспартийный | - ▌ Марзалюк, Игорь Александрович (б) — 0,0 % - ▌Роговцов, Дмитрий Александрович (Белая Русь) — 0,0 % |
| 85                  | Могилёвский-Центральный            | Здорикова, Людмила Евгеньевна        | КПБ          | - ▌ Кулешова, Наталья Николаевна (Белая Русь) — 0,0 % - ▌Харитонов, Андрей Васильевич (КПБ) — 0,0 % |
| 86                  | Могилёвский-Октябрьский            | Петрашова, Ольга Владимировна        | беспартийная | - ▌ Беляева, Галина Николаевна (Белая Русь) — 0,0 % - ▌Дудко, Олег Юрьевич (КПБ) — 0,0 % |
| 87                  | Могилёвский-Промышленный           | Масейков, Александр Анатольевич      | беспартийный | - ▌ Подобед, Владимир Григорьевич (КПБ) — 0,0 % - ▌Халенков, Сергей Владимирович (ЛДП) — 0,0 % |
| 88                  | Могилёвский сельский               | Тарасенко, Наталья Эдуардовна        | беспартийная | - ▌ Тарасенко, Наталья Эдуардовна (КПБ) — 0,0 % - ▌Мельникова, Лилия Геннадьевна (Белая Русь) — 0,0 % |
| 89                  | Осиповичский                       | Шутова, Светлана Александровна       | беспартийная | - ▌ Дьяченко, Олег Викторович (Белая Русь) — 0,0 % - ▌Ворохов, Виктор Иванович (КПБ) — 0,0 % |
| 90                  | Шкловский                          | Ганчук, Андрей Александрович         | беспартийный | - ▌ Малашко, Валерий Анатольевич (Белая Русь) — 0,0 % - ▌Боровиков, Сергей Васильевич (Белая Русь) — 0,0 % |
| город Минск         |                                    |                                      |              | |
| №                   | Название округа                    | Депутат (2019—2023)                  | Партия       | Кандидаты (партия) |
| 91                  | Шабановский / Северный             | Лагунова, Галина Николаевна          | беспартийная | - ▌ Шевцов, Дмитрий Евгеньевич (б) — 0,0 % - ▌Колесникова, Юлия Викторовна (Белая Русь) — 0,0 % - ▌Перов, Кирилл Александрович (КПБ) — 0,0 %                                                                     |
| 92                  | Автозаводской / Машиностроительный | Гранковский, Александр Александрович | беспартийный | - ▌ Лепешко, Геннадий Владимирович (б) — 0,0 % - ▌Ганусевич, Андрей Иванович (КПБ) — 0,0 % - ▌Авдеев, Владимир Владимирович (ЛДП) — 0,0 %                                                                        |
| 93                  | Васнецовский                       | Шкроб, Марина Александровна          | беспартийная | - ▌ Рачков, Сергей Анатольевич (б) — 0,0 % - ▌Сурмачева, Александра Геннадьевна (ЛДП) — 0,0 % - ▌Денинис, Вера Викторовна (б) — 0,0 %                                                                            |
| 94                  | Купаловский                        | Сайганова, Татьяна Ивановна          | БПП          | - ▌ Пашков, Игорь Михайлович (б) — 0,0 % - ▌Карпенко, Алексей Викторович (КПБ) — 0,0 % - ▌Барзаковский, Сергей Николаевич (ЛДП) — 0,0 % - ▌Игралова, Наталья Владимировна(б) — 0,0 %                             |
| 95                  | Свислочский                        | Воронецкий, Валерий Иосифович        | беспартийный | - ▌ Шпаковский, Александр Павлович (Белая Русь) — 0,0 % - ▌Плавинский, Александр Стефанович (КПБ) — 0,0 % - ▌Юрьев, Дмитрий Станиславович (ЛДП) — 0,0 % - ▌Пивоварчик, Татьяна Борисовна (б) — 0,0 %             |
| 96                  | Октябрьский                        | Клишевич, Сергей Михайлович          | КПБ          | - ▌ Клишевич, Сергей Михайлович (КПБ) — 0,0 % - ▌Науменко, Павел Леонидович (Белая Русь) — 0,0 % - ▌Алексеева, Евгения Сергеевна (ЛДП) — 0,0 %                                                                   |
| 97                  | Чкаловский                         | Савиных, Андрей Владимирович         | беспартийный | - ▌ Данилович, Вячеслав Викторович (Белая Русь) — 0,0 % - ▌Дашкевич, Елена Владимировна (КПБ) — 0,0 % |
| 98                  | Дзержинский                        | Макарина-Кибак, Людмила Эдуардовна   | беспартийная | - ▌ Мирончик-Иванова, Анастасия Сергеевна (б) — 0,0 % - ▌Рогоза, Сергей Юрьевич (ЛДП) — 0,0 % - ▌Гришанович, Татьяна Юрьевна (ПТС) — 0,0 %                                                                       |
| 99                  | Есенинский                         | Гайдук, Оксана Вячеславовна          | ПТС          | - ▌ Чернецкий, Руслан Иосифович (Белая Русь) — 0,0 % - ▌Маковец, Валерий Владимирович (КПБ) — 0,0 % - ▌Лобажевич, Александр Алексеевич (ПТС) — 0,0 %                                                             |
| 100                 | Юго-Западный                       | Комаровский, Игорь Сергеевич         | ПТС          | - ▌ Барсуков, Александр Петрович (б) — 0,0 % - ▌Сакович, Валентина Антоновна (Белая Русь) — 0,0 % - ▌Карпиевич, Юрий Дмитриевич (КПБ) — 0,0 %                                                                    |
| 101                 | Западный                           | Ленчевская, Марина Александровна     | беспартийная | - ▌ Ленчевская, Марина Александровна (б) — 0,0 % - ▌Бетлей, Ирина Николаевна (Белая Русь) — 0,0 % - ▌Паркалов, Николай Алексеевич (КПБ) — 0,0 %                                                                  |
| 102                 | Каменногорский                     | Старовойтова, Анна Валентиновна      | беспартийная | - ▌ Мирончик, Михаил Владимирович (б) — 0,0 % - ▌Коваль, Мария Александровна (КПБ) — 0,0 % |
| 103                 | Кальварийский                      | Василевич, Мария Викторовна          | беспартийная | - ▌ Панасюк, Василий Васильевич (Белая Русь) — 0,0 % - ▌Титова, Наталья Леонидовна (КПБ) — 0,0 % - ▌Станкуть, Александр Эдвардович (ЛДП) — 0,0 % - ▌Войтик, Андрей Анатольевич (б) — 0,0 %                       |
| 104                 | Лыньковский                        | Панасюк, Василий Васильевич          | беспартийный | - ▌ Курчак, Анжелика Евгеньевна (б) — 0,0 % - ▌Иванов, Александр Валерьевич (Белая Русь) — 0,0 % - ▌Орлов, Олег Геннаьевич (ЛДП) — 0,0 %                                                                         |
| 105                 | Старовиленский                     | Любецкая, Светлана Анатольевна       | беспартийная | - ▌ Ипатов, Вадим Дмитриевич (б) — 0,0 % - ▌Есьман, Андрей Алексеевич (Белая Русь) — 0,0 % - ▌Вильчинский, Андрей Юрьевич (ЛДП) — 0,0 %                                                                          |
| 106                 | Коласовский                        | Дик, Сергей Константинович           | беспартийный | - ▌ Бузин, Николай Евгеньевич (б) — 0,0 % - ▌Ариховский, Юрий Дмитриевич (Белая Русь) — 0,0 % - ▌Щербицкий, Иван Вячеславович (КПБ) — 0,0 %                                                                      |
| 107                 | Восточный                          | Давыдько, Геннадий Брониславович     | беспартийный | - ▌ Дергач, Наталья Сергеевна (Белая Русь) — 0,0 % - ▌Климович, Андрей Николаевич (КПБ) — 0,0 % |
| 108                 | Первомайский                       | Гайдукевич, Олег Сергеевич           | ЛДП          | - ▌ Гайдукевич, Олег Сергеевич (ЛДП) — 0,0 % - ▌Платонов, Андрей Владимирович (б) — 0,0 % |
| 109                 | Уручский                           | Гордейчик, Иван Аркадьевич           | беспартийный | - ▌ Гордейчик, Иван Аркадьевич (б) — 0,0 % - ▌Кролик, Екатерина Александровна (ЛДП) — 0,0 % - ▌Вилькевич, Елена Александровна (б) — 0,0 %                                                                        |
| 110                 | Партизанский                       | Думбадзе, Тенгиз Шукриевич           | беспартийный | - ▌ Гигин, Вадим Францевич (Белая Русь) — 0,0 % - ▌Демьянович, Надежда Станиславовна (Белая Русь) — 0,0 % - ▌Савич, Вячеслав Викторович (б) — 0,0 %                                                              |